# Torreya jackii
Torreya jackii är en barrväxtart som beskrevs av Chun. Torreya jackii ingår i släktet Torreya och familjen idegransväxter. Inga underarter finns listade i Catalogue of Life.
Artens utbredningsområde ligger i Kina i norra Fujian, nordöstra Jiangxi och södra Zhejiang. Trädet växer i låglandet och i bergstrakter mellan 120 och 1320 meter över havet. Torreya jackii ingår i skogar som domineras av lövträd. Den hittas ofta nära vattendrag eller vid andra fuktiga ställen. Vädret i regionen kännetecknas av monsunregn under olika årstider och av en årsnederbörd på 1350 till 1600 mm. De lägsta temperaturerna ligger vid −10 °C och den genomsnittliga årstemperaturen är 17 till 20 °C. Typiska lövträd eller buskar i skogarna är Quercus oxyphylla, Quercus phillyreoides, Photinia benthamiana, Loropetalum chinense, Quercus glauca, Castanopsis eyrei, Schima superba och Rhododendron latoucheae. Artens rötter har förmåga att lagra vätska över längre tider som gör att Torreya jackii kan uthärda längre torka.
Barrträdets trä används för olika konstruktioner och som bränsle. Extrakt från barren och från barken är ett botemedel mot cancer. Torreya jackii är sällsynt i trädgårdar och botaniska samlingar utanför Kina.
På grund av intensivt skogsbruk och skogsavverkningar för att ge plats åt jordbruket minskade populationen markant. IUCN uppskattar att hela beståndet minskade med 50 procent under de gångna 150 åren (räknat från 2013) och listar arten som starkt hotad (EN). Kvarvarande bestånd av Torreya jackii är glest fördelade. I utbredningsområdet inrättades ett naturreservat.